# Ghostemane

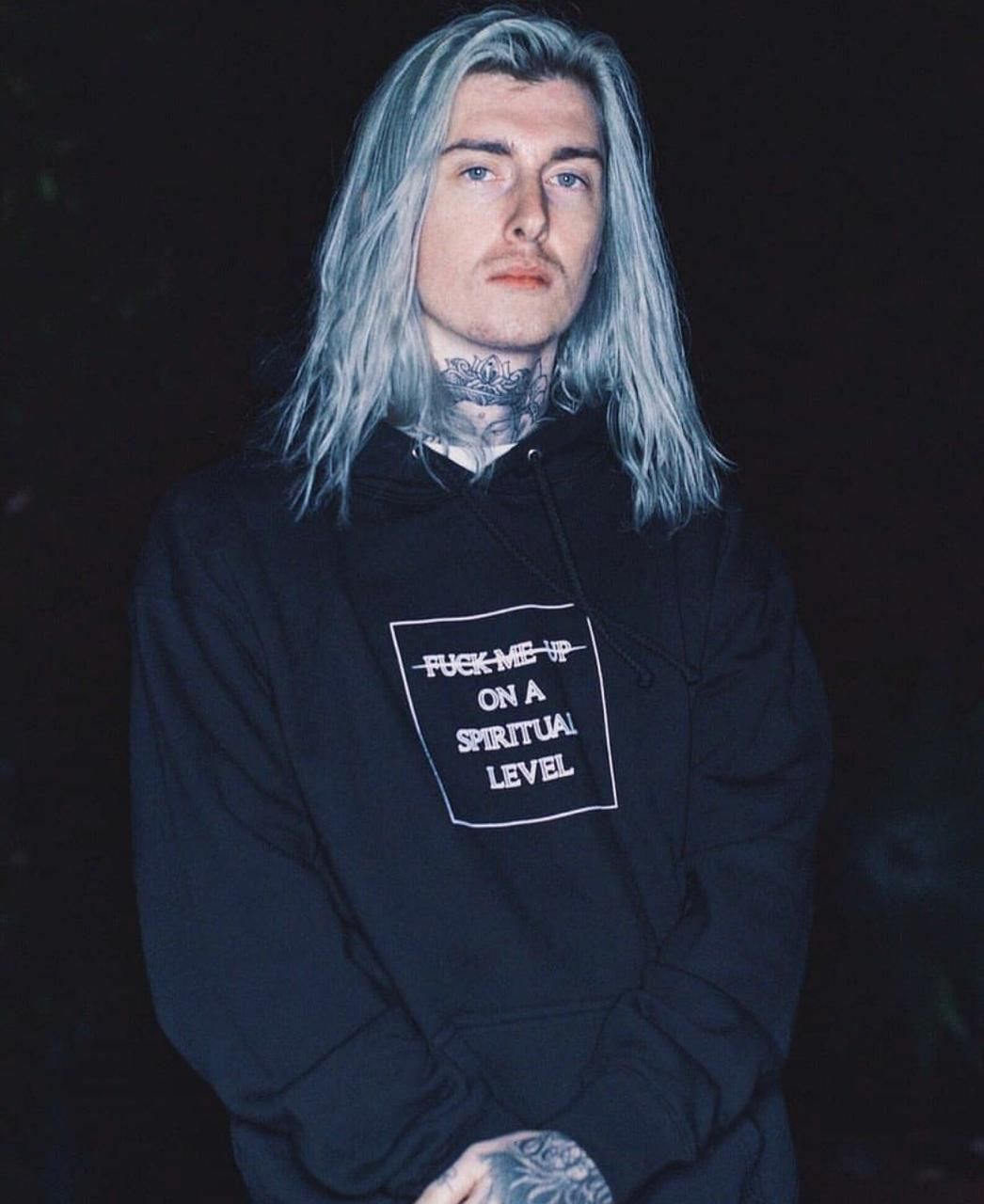
Ghostemane (2016)

Eric Whitney (geboren am 15. April 1991), unter dem Pseudonym Ghostemane oder alternativ als Baader-Meinhof, GASM, Swearr, Limsa Lominsa und früher auch als Ill Biz bekannt, ist ein amerikanischer Musiker, Rapper und Sänger.
Während seines früheren Lebens in Florida war er Mitglied diverser Hardcore-Punk- und Doom-Metal-Bands. Nach seinem Karrierestart als Rapper zog er nach Los Angeles, Kalifornien, wo er Erfolg in der Underground-Szene bekam.
Ghostemanes Mischung aus Rap und Metal verhalf ihm zu Popularität auf SoundCloud – neben anderen Interpreten, wie zum Beispiel Scarlxrd, Bones, Suicideboys und Killstation. 2018 veröffentlichte Ghostemane das Album N/O/I/S/E, welches in der Underground „Trap Metal“-, sowie „Emo Rap“-Szene auf SoundCloud, durch die Vermischung mit Instrumenten typisch aus der Industrial und Nu Metal gut angekommen ist.

## Frühes Leben
Eric Whitney wurde am 15. April 1991 in Lake Worth, Florida, als Sohn von Eltern aus New York geboren. Whitney wuchs in West Palm Beach, Florida, auf. Als Teenager interessierte er sich vor allem für Hardcore-Punkmusik, er lernte Gitarre spielen und trat in verschiedenen Bands auf, darunter Nemesis und Seven Serpents. Während seiner High-School-Zeit spielte er auch Football, was ihm nach eigenen Angaben von seinem Vater praktisch aufgezwungen wurde. Als Whitney siebzehn Jahre alt wurde, beging dieser Suizid.
Whitney wurde in die Rap-Musik eingeführt, als er Gitarrist der Hardcore-Punk-Band Nemesis war und ein Bandkollege ihn mit dem Rap in Memphis bekannt machte.

## Karriere
Vor seiner Musikkarriere hat Whitney in einem Business-to-Business-Unternehmen gearbeitet, in dem er jährlich 65.000 Dollar verdiente. 2015 zog Whitney nach Los Angeles, Kalifornien, da seine Musik in Südflorida nicht gut aufgenommen wurde. Whitney trat dabei dem Künstlerkollektiv Schemaposse bei. Andere Mitglieder dieses Kollektivs waren unter anderem Craig Xen, JGRXXN und der verstorbene Lil Peep.
Im April 2016 löste sich Schemaposse auf. Wenig später traf Whitney auf den Rapper Pouya, mit dem er im April 2017 das Video zu 1000 Rounds veröffentlichte.
Im Mai 2018 kündigte Pouya an, dass er zusammen mit Ghostemane ein Mixtape produzieren wird.
Im Oktober 2018 schloss er sich mit Zubin zusammen, um das Lied Broken zu veröffentlichen.
Im Mai 2020 kündigte er an ein Lo-Fi Black Metal Projekt mit dem Namen Baader-Meinhof zu starten.

## Stil
Lyrisch konzentrieren sich Ghostemanes Themen auf Okkultismus, Depression, Nihilismus und Tod. Whitney begann seine Karriere als Musiker, der Gitarre in Hardcore-Punk-Bands und Schlagzeug in Doom-Metal-Bands spielte, und hat erklärt, dass sein größter Einfluss die Black-Metal-Band Bathory ist. Die meiste Zeit seiner Teenagerjahre verbrachte er damit, extremen Metal-Bands wie Deicide, Death, Carcass und Mayhem zuzuhören. Was die Rap-Musik betrifft, so ist Ghostemane von Rap-Gruppen aus dem Süden wie Outkast und Three 6 Mafia beeinflusst. Ghostemane hat auch die Rap-Gruppe Bone Thugs-N-Harmony aus dem Mittleren Westen als einen frühen Einfluss zitiert.

## Diskografie

### Alben
- 2015: Oogabooga
- 2015: For the Aspiring Occultist
- 2016: Rituals
- 2016: Blackmage
- 2016: Plagues
- 2017: Hexada
- 2018: N/O/I/S/E
- 2020: Anti-Icon
- 2021: Music from the motion Picture (als Eric Ghoste)

### Kompilationen
- 2015: Astral Kreepin (Resurrected Hitz)
- 2019: Hiadica

### Mixtapes
- 1991 (als Ill Biz)
- 2014: Blunts n’ Brass Monkey (als Ill Biz)
- 2014: Taboo

### EPs
- 2015: Ghoste Tales
- 2015: Dogma
- 2015: Kreep [Klassics Out Tha Attic]
- 2016: Dæmon (mit Nedarb Nagrom)
- 2016: EP (als Baader-Meinhof)
- 2016: Dæmon II (mit Nedarb Nagrom)
- 2017: Dæmon III (mit Nedarb Nagrom)
- 2018: Dahlia I (mit Getter)
- 2019WWW (als Gasm)
- 2019: Evil Beneath a Veil of Justice (als Baader-Meinhof)
- 2019: Fear Network[17]
- 2019: Opium
- 2019: Human Err0r (mit Parv0)
- 2019: Digital Demons (mit Nolife)
- 2019: Technomancer (als Swearr)
- 2020: Baader-Meinhof (als Baader-Meinhof)
- 2021: Lxrdmage (mit Scarlxrd)
- 2021: Fear Network II

### Singles
- 2014: Knockin Wood
- 2015: Lake Shore Drive
- 2015: Dungeon (mit Wavy Jone$)
- 2015: The Pull Off (mit Lil Peep)
- 2016: Choronzon
- 2016: John Dee
- 2016: Lesser Keys of Solomon (mit Eden Ivy)
- 2016: Homecoming (mit Lil Peep, Killstation, Jgrxxn, Kold-Blooded, OmenXII & Brennan Savage)
- 2016: Axis
- 2017: Death by Dishonour (mit Pouya, Shakewell & Eric the Architect)
- 2017: Mercury: Retrograde
- 2017: 1000 Rounds (mit Pouya) (US: Gold)
- 2017: Tartarus
- 2017: Kali Yuga (mit Clams Casino)
- 2017: S.C.U.M (mit Wavy Jone$)
- 2017: Nails
- 2017: 2000 Rounds (mit Pouya)
- 2017: Bury Me (mit Getter)
- 2018: Stick Out (mit Pouya)
- 2020: AI
- 2020: Lazaretto

## Auszeichnungen für Musikverkäufe
| Goldene Schallplatte - Polen - 2023: für das Lied Fed Up - Vereinigte Staaten - 2023: für das Lied Fed Up |

| Land/RegionAuszeichnungen für Musikverkäufe (Land/Region, Auszeichnungen, Verkäufe, Quellen) | Gold     | Platin | Verkäufe  | Quellen  |
| -------------------------------------------------------------------------------------------- | -------- | ------ | --------- | -------- |
| Polen (ZPAV)                                                                                 | Gold1    | —      | 25.000    | olis.pl  |
| Vereinigte Staaten (RIAA)                                                                    | 2× Gold2 | —      | 1.000.000 | riaa.com |
| Insgesamt                                                                                    | 3× Gold3 | —      |           |          |

## Beziehung

### Ivory Suicide
Ivory Suicide (Model für Suicide Girls) und Ghostemane waren laut einem Interviews seit 2017 ein Paar. Sie trafen sich auf einem von Ghostemanes Konzerten in New York City und Ghostemanes Geburtstag, wo Ivory im Publikum stand. Laut eigenen Aussagen fand sie die Musik nicht gut.

### Poppy
Am 10. Juli 2020 gaben Poppy und Ghostemane ihre Verlobung bekannt.